# Бетмен: Повернення Темного лицаря (комікс)
«Бетмен: Повернення Темного Лицаря» (англ. Batman: The Dark Knight Returns) — чотирисерійний комікс, написаний і намальований Френком Міллером, і виданий «DC Comics» в 1986 році під назвою «Batman: The Dark Knight Returns». Пізніше того ж року було випущено колекційне перевидання, де в назві було прибрано слово «Batman». «Повернення Темного лицаря» описує історію, в якій 56-річний Брюс Вейн повертається до боротьби зі злочинністю з відставки, проте зустрічається з опозицією в особі поліції Ґотему і уряду США.
Продовження коміксу («The Dark Knight Strikes Again») Френк Міллер написав у 2001 році.

## Сюжет
Дія «Повернення Темного Лицаря» відбувається у антиутопічному Ґотем-сіті недалекого майбутнього. Фактично всі супергерої, крім Супермена, добровільно-примусово пішли у відставку або ж втратили довіру населення. 55-річний Брюс Вейн вже десять років не протистоїть злочинності, яка невпинно зростає. Ситуація у його місті змушує Темного Лицаря вийти з пенсії і знову одягти свій костюм.
Незважаючи на оплачену Вейном реабілітацію, що включає в себе пластичну операцію, Гарві Дент на прізвисько Дволикий, повернувся до злочинності. Бетмен заарештовує Дента і усвідомлює, що Гарві остаточно втратив свою світлу сторону. Однак тим часом серед населення ходять суперечки про те, чи мають методи Бетмена право на існування в суспільстві.

## Персонажі
- Бетмен — Брюс Вейн, 55 років, відмовився від маски Бетмена за десять років до початку історії. Насильство, що охопило вулиці Ґотема, і внутрішні демони Брюса, яких він вже не може стримувати, примушують його відновити боротьбу зі злочинністю.
- Альфред Пенніворт — вірний дворецький Вейна, медик, і довірена особа. В історії йому вже вісімдесят.
- Керрі Келлі/Робін — тринадцятирічна дівчинка, яка стала новим помічником Бетмена. Під час створення коміксу знайомий Міллера художник/письменник Джон Бірн сказав Міллеру: «Робін повинен бути дівчинкою», і Міллер погодився. Дослідник коміксів Ліс Деніелс прокоментував це наступним чином: «Озираючись назад, подібна тенденція здається цілком логічною, можливо, навіть необхідної внаслідок гомофобії, розпочатої Фредеріком Вертрамом більше 39 років тому».
- Джеймс Гордон — Комісар поліції Ґотем-сіті йде у відставку у віці 70 років. Знає ким насправді є Бетмен.
- Дволикий — Обличчя Гарві Дента було відновлено за допомогою пластичної операції, і доктор виписав його, вважаючи повністю здоровим, фізично і психічно. Однак всередині нього все ще живе Дволикий. Продовжує тероризувати місто, приховавши обличчя під бинтами.
- Джокер — Заклятий ворог Бетмена, який відійшов від кататонічного стану, коли Бетмен повернувся до боротьби зі злочинністю. Одержимість Джокера Бетменом посилилася в значній мірі. Його повернення в злочинний світ дало початок останній сутичці з Бетменом.
- Лідер Мутантів — глава банди, що називає себе Мутантами. Жорстоко б'є Бетмена в першій бійці, потрапляє до в'язниці, вбиває мера (всі ще перебуваючи у в'язниці), збігає, і знову стикається з Бетменом, цього разу терплячи поразку.
- Доктор Бартолом'ю Волпер — психіатр Дволикого і Джокера і стійкий противник методів Бетмена, які він називає «фашистськими». Волпер переконаний, що Джокер і Дволикий — обидва насправді жертви хрестових походів Бетмена — він заявляє, що Бетмен призвів до їх появи. Однак його спроба вилікувати Дволикого зазнала невдачі, і, урешті-решт, його вбив Джокер перед великою аудиторією нічного шоу, під час спроби показати Джокера публіці як приклад «жертв Бетмена».
- Еллен Їндел — новий комісар поліції Ґотема, що замінила на посаді Гордона.
- Зелена стріла, також відомий, як Олівер Квінн. Після заборони супергероїв він стає таємним терористом. Він втратив ліву руку кілька років тому, і винить Супермена за це. Він все ще чудовий стрілець. Використовує зуби замість втраченої руки, щоб відтягувати тятиву.
- Супермен, він же Кларк Кент, тепер просто пішак уряду США. Його внутрішній монолог показує, що йому огидно бути знаряддям уряду, але це, на його думку, єдиний спосіб принести користь.

## Критика
IGN обрала «The Dark Knight Returns» першим у списку 25 найвидатніших графічних романів про Бетмена. Друге місце посів інший комікс Френка Міллера, «Batman: Year One». Рецензія на сайті також називає серію коміксів «The Dark Knight Returns» «справжнім шедевром» з «незабутніми сценами».
У 2001 і 2002 роках «DC Comics» видала комікс «The Dark Knight Strikes Again», продовження «The Dark Knight Returns», також написаний Френком Міллером. Комікс, дуже відрізнявся за стилем від оригіналу й отримав змішані відгуки, проте був одним з найбільш продаваних коміксів DC за цей час.
У 2005 році журнал «Time» назвав комікс «одним з десяти найкращих графічних романів всіх часів, які були написані англійською».
Письменник Меттью Меннінг у своїй книзі «DC Comics Year By Year A Visual Chronicle» (2010), у розділі «1980-ті», назвав комікс «можливо, найкращою історією про Бетмена за всі часи».

## Історія публікації
На початку 1980-х Дік Джіордано, редактор групи, що працює над коміксами про Бетмена, був підвищений до головного редактора. В результаті для створення «Повернення Темного лицаря» наймають письменника та художника Френка Міллера. Джіордано розповідає, що працював над сюжетом коміксу разом з Міллером. Він прокоментував це так: «Фінальний варіант історії, нарешті закінчений, був майже на чверть або п'яту частину намальований Френком. Сюжет залишився по суті колишнім, однак була зроблена маса незначних змін».
Джіордано покинув проект на півдорозі через розбіжності з Міллером з приводу термінів здачі коміксу в друк. Джіордано сказав: «Френк хотів продовжити роботу над коміксом, коли його вже потрібно було здати». Дослідник коміксів Лі Деніелс прокоментував ігнорування Міллером термінів здачі коміксу, як «кульмінацію в боротьбі за незалежність художника». DC випустило номери «Повернення Темного лицаря» в комплекті з додатковими сторінками і на глянцевому папері, щоб підкреслити малюнок аквареллю художника Лінна Варлі.
В інтерв'ю Міллер заявив, що на сюжет його надихнув Брудний Гаррі, можливо, саме фільм 1983 «Раптовий удар», який так, як і «Повернення Темного лицаря» описує постарілого героя, що повернувся до боротьби зі злочинністю після довгої перерви. Міллер також вказує на свій вік, вважаючи його одним з факторів, що вплинули на сюжет.

## В інших медіа

### Телебачення
- В епізоді мультсеріалу «The New Batman Adventures», з назвою «Легенди Темного лицаря», є сцена, що базується на обох сутичках з лідером банди Мутантів (озвучений Кевіном Майклом Річардсоном). Майкл Айронсайд, що зазвичай озвучував Дарксайда, у цій сцені озвучив Бетмена версії «The Dark Knight Returns». Серія вийшла 10 жовтня 1998.
- Один учасник банди Мутантів з'являється у 2 сезоні серіалу «Teen Titans», в епізоді під назвою «Назавжди — це дуже довго?». Там він закидує помідорами похилого Хлопчика-звіра (англ. Beast Boy) в клітці.
- Мультсеріал «The Batman» використовував багато елементів коміксу. Ім'я та характерні риси персонажа Еллени Ян дуже схожі з Еллен Їндел, комісаром поліції в коміксі Міллера. Персонаж Еллени Ян зустрічається в епізоді номер 4 сезону «Артефакти», де вона є новим комісаром поліції Ґотема в 2027 році.
- Костюм Бетмена з комікса «The Dark Knight Returns» з'явився в 19 епізоді 1 сезону мультсеріалу «Бетмен: відважний і сміливий». Серія була названа «Легенди Бет-Майта», де Бет-Майт[en] міняв костюми Бетмена, і коли вийшов костюм DKR, він сказав «занадто божевільний» (англ. too psycho).

### Кіно
- Режисер двох популярних фільмів-адаптацій коміксів «Хранителі» Алана Мура і «300 спартанців» Міллера, Зак Снайдер, висловив своє бажання зняти адаптацію «The Dark Knight Returns» на фестивалі «Comic-Con» в Сан-Дієго. Пізніше Міллер відповів: «Ти можеш зняти його в будь-який час, Зак».[5]
- Деякі елементи «The Dark Knight Returns» з'явилися у фільмі «Темний лицар: Відродження легенди», зокрема, концепт повернення Бетмена в Ґотем-Сіті після довгої відсутності. Перша публічна поява Бетмена під час високошвидкісної автомобільної погоні між поліцією і злочинцями. Так як і у коміксі, в фільмі Вейн вдає, що загинув, щоб спокійно вийти на пенсію.
- Анімована версія коміксу («Бетмен: Повернення Темного Лицаря») була розділена на дві частини, які вийшли в 2012 і 2013 роках. У створенні картин взяли участь кілька ветеранів виробництва фільмів про Бетмена.
- Сіквел «Людини зі сталі» знятий за мотивами серії коміксів Френка Міллера і вийде в прокат у березні 2016 року.